# اينزو روزا
اينزو روزا (بالإيطالية: Enzo Rosa)‏ (24 أبريل 1913 ببالزولا في إيطاليا - 20 فبراير 1994 في إيطاليا) هو لاعب كرة قدم إيطالي في مركز الهجوم. لعب مع أتالانتا ونادي بياتشينزا ونادي كاسالي ويوفنتوس واتحاد بافيا لكرة القدم وجونيور بييلا ليبرتاس وPinerolo FC ‏.